# USS Golet (SS-361)
Za druga plovila z istim imenom glejte USS Golet.
USS Golet (SS-361) je bila jurišna podmornica razreda balao v sestavi Vojne mornarice Združenih držav Amerike.
Podmornica je bila razglašena za pogrešano 26. julija 1944; predvideva se, da jo je 14. junija potopila Imperialna japonska vojna mornarica.